# Pearlette Louisy
Dame Calliopa Pearlette Louisy (Laborie, 8 giugno 1946) è una politica santaluciana, governatrice generale di Saint Lucia dal 1997 al 2017.
È stata la prima donna a ricoprire tale incarico.

## Biografia

### Educazione
Calliopa Pearlette Louisy è nata nel 1946 a Laborie, dove iniziò gli studi alla Girls' Primary School. Dal 1958 al 1960 fu insegnante-allieva alla Laborie Infant School. Da quest'ultimo anno, grazie a una borsa di studio, frequentò la St. Joseph's Convent Secondary School di Castries, ottenendo nel 1965 gli A level in francese e geografia.
Nel 1966 iniziò gli studi universitari con una borsa di studio della Canadian Development International Agency, per poi ottenere una laurea in inglese e francese al campus di Cave Hill dell'Università delle Indie occidentali, nel 1969. Dal 1972, con una borsa di studio del Canadian Commonwealth Scholarship and Fellowship Plan, conseguì un master in linguistica all'Università Laval nel 1975.
Dal 1991 al 1994 frequentò un dottorato di ricerca in educazione, studiando in particolare la gestione e l'offerta dell'istruzione terziaria nei piccoli stati. Parla fluentemente in francese, inglese, creolo e studiò il latino e lo spagnolo.

### Carriera
Dal 1965 al 1966 e dal 1972 al 1975 fu insegnante non laureata alla St. Joseph's Convent Secondary School in cui studiò. Ottenuta la laurea, vi insegnò fino al 1976, per diventare tutor di francese fino al 1981 al St. Lucia A Level College, di cui fu preside dal 1981 al 1986.
Dal 1986 al 1994 fu decana della Divisione delle Arti, delle Scienze e degli Studi Generali del Sir Arthur Lewis Community College, di cui fu vice preside dal 1994 al 1995 e preside dal 1996 al 1997. Durante la sua carriera educativa fu autrice di pubblicazioni inerenti l'istruzione e le questioni dei piccoli Stati.

## Onorificenze

### Altre onorificenze e premi[1]
- Javouhey Scholarship, 1960;
- Canadian International Development Agency Scholarship, 1966;
- Studente dell'Anno, Università delle Indie occidentali, 1969;
- Commonwealth Scholarship and Fellowship Award, 1972;
- Long Service Award, Organisation for Co-operation in Overseas Development, 1990;
- Sir Arthur Lewis Community College Training Award, 1991;
- Award for Outstanding Contribution, International Women's 1998 Day, Ministero degli Affari Legali e degli Affari delle Donne, 1996;
- International Woman of the Year, International Biographical Centre, 1998.